# Emil Sulger-Gebing
Emil Sulger-Gebing, geborener Sulger (* 7. Juli 1863 in Basel; † 29. Dezember 1923 in München) war ein in Deutschland lehrender Schweizer Literaturhistoriker, Germanist und Theaterwissenschaftler.
Er war ein Sohn des evangelisch-reformierten Basler Kaufmanns Johannes Sulger (1815–1881) und dessen Ehefrau Susanna geborene Heusler († 1880). Seit 1892 war er verheiratet mit Regina Gebing (* 1858). Seither führten beide, damals ungewöhnlich, den Doppelnamen Sulger-Gebing. Aus der Ehe gingen zwei Töchter hervor, von denen eine, die Theaterpädagogin Elisabeth Sulger-Gebing († 1967), sich der Pflege des Nachlasses annahm.

## Leben und Werk
Nach Besuch des Gymnasiums und des aufgrund eines „schwere(n) Nervenleiden(s)“ und des Todes beider Eltern vorzeitig verlassenen Obergymnasiums in Basel erlangte Emil Sulger erst nach Genesung, unterstützt durch Privatunterricht, 1885 als Externer am Marienstiftsgymnasium Stettin die Reifeprüfung. Ab dem Wintersemester 1885/86 studierte er Germanistik, Klassische Altertumswissenschaft, Philosophie und Kunstgeschichte an der Universität zu Berlin, ab Sommersemester 1886 bis zum Wintersemester 1886/87 an der Sächsischen Gesamtuniversität Jena und nach erneut krankheitsbedingter Unterbrechung ab dem Sommersemester 1892 an der Ludwig-Maximilians-Universität München, zunächst als Gasthörer. Sein im Wintersemester 1893/94 mit der Immatrikulation auch offiziell wieder aufgenommenes Studium beendete Emil Sulger-Gebing mit der 1895 erfolgten Promotion zum Dr. phil. Betreuer der rezeptionsgeschichtlichen Dissertation über Dante, die unter dem mit der Eheschließung angenommenen Doppelnamen im selben Jahr publiziert wurde, war der Germanist und Professor für neuere, insbesondere deutsche Literaturgeschichte Franz Muncker. Die Habilitation erfolgte 1897 an der Technischen Universität München aufgrund der Schrift Die Brüder A. W. und F. Schlegel in ihrem Verhältnisse zur bildenden Kunst. Von 1879 bis 1902 war er Privatdozent an der Technischen Universität München. Einen 1900 an ihn ergangenen Ruf auf eine außerordentliche Professur für neuere deutsche Literaturgeschichte an die Albert-Ludwigs-Universität Freiburg lehnte Emil Sulger-Gebing ab.
1902 folgte er Wilhelm Hertz als außerordentlicher Professor für Literaturgeschichte an der Technischen Hochschule in München, wo er 1906 zum ordentlichen Professor ernannt wurde und bis zu seinem Tod 1923 lehrte und forschte. Schwerpunkte seiner literaturhistorischen Arbeiten waren die Danterezeption in Deutschland, insbesondere bei Goethe, ferner Gerhart Hauptmann, Hugo von Hofmannsthal sowie Schweizer und südwestdeutsche Autoren wie Peter Cornelius, Gottfried Keller, Hermann Kurz, Heinrich Leuthold, Conrad Ferdinand Meyer. Ferner legte er Editionen vor, etwa Märchen von Novalis, Gedichte von Peter Cornelius, Gedanken und Gedichte von Philipp Otto Runge, Schriften zur Ästhetik von Richard Streiter (zusammen mit Franz von Reber), Dichtungen von Heinrich Leuthold und Gottfried Keller. Über Vorstudien nicht hinaus gelangte aufgrund seines frühen Todes das Projekt einer kommentierten Edition der Briefe an Heribert von Dalberg. Sulger-Gebing war Mitglied zahlreicher Gesellschaften, so der Goethe-Gesellschaft Weimar, des Schwäbischen Schillervereins, der Gesellschaft für Theatergeschichte Berlin, der Deutschen Bibliographischen Gesellschaft Berlin, der Literarhistorischen Gesellschaft Bonn.
Am 3. November 1914, noch vor dem Manifest der 93, der Reaktion deutscher Repräsentanten des öffentlichen Lebens auf die gegen Deutschland erhobenen Vorwürfe von Kriegsverbrechen und Kulturvandalismus im I. Weltkrieg, wurde im Abendblatt der Frankfurter Zeitung unter der Überschrift „Ein Schweizer Protest gegen den Genfer Protest“ ein zusammen mit anderen in Deutschland lebenden Schweizern von Emil Sulger-Gebing unterzeichneter Protest veröffentlicht, der sich gegen die angeblich vorschnelle und die Schweizer Neutralitätspflicht verletzende Verurteilung der Beschießung und Bombardierung der Stadt Löwen und der Kathedrale von Reims durch den Genfer Protest wendete und sich darauf berief, man kenne „die hohen Ziele der deutschen Kultur und die deutsche Achtung vor fremden Kunstwerken zu gut, um an böswillige ‚ungerechtfertigte‘ Zerstörung durch die Deutschen glauben zu können.“
Zum 60. Geburtstag seiner Frau Regina ließ Emil Sulger-Gebing von dem Bildhauer und Medailleur Friedrich Lommel eine Medaille mit ihrem Porträt im Profil und der Umschrift „Regina Sulger-Gebing im Alter von 60 Jahren“ auf dem Recto und einer unter Laub- und Nadelbäumen auf einer grasbewachsenen Erhebung sitzenden Cello spielenden Frau auf dem Verso prägen.
Das TUM Archiv Technische Universität München präsentierte am Tag der Archive 2024, 2. März 2024, eine Ausstellung zu „Farbe im Programm der TUM: Der Nachlass des Professors für Literaturgeschichte Emil Sulger-Gebing (1863–1923)“.

## Veröffentlichungen
- Dante in der deutschen Litteratur bis zum Erscheinen der ersten vollständigen Übersetzung der Divina Commedia. 1767/69. Beiträge zur vergleichenden Litteraturgeschichte. In: Zeitschrift für vergleichende Litteraturgeschichte Neue Folge 8, 1895, S. 453–479; Neue Folge 9, S. 457–490. (phil. Diss.) Auch als Teildruck mit Lebenslauf, Weimar 1895 .
- Die Brüder A. W. und F. Schlegel in ihrem Verhältnisse zur bildenden Kunst. Mit ungedruckten Briefen und Aufsätzen A. W. Schlegel (= Forschungen zur neueren Litteraturgeschichte, Band 3). Haushalter, München 1897 (Habilitationsschrift); Nachdruck der Ausgabe von 1897: Hansebooks GmbH, Norderstedt 2016, ISBN 978-3-7411-6932-8.Online auf Commons.
- Wilhelm Heinse. Eine Charakteristik zu seinem 100. Todestage. Ackermann, München 1903.
- Hermann Kurz, ein deutscher Volksdichter. Eine Charakteristik. Nebst einer Bibliographie seiner Schriften. Reimer, Berlin 1904: Nachdruck der Ausgabe von 1904, De Gruyter, Berlin/Boston 2018.
- Hugo von Hofmannsthal. Eine literarische Studie (= Breslauer Beiträge zur Literaturgeschichte, Band 3). Hesse, Leipzig 1905.
- Schillers Geistesentwicklung. Festrede gehalten bei der Schillerfeier der Königlichen Technischen Hochschule am 8. Mai 1905, o. O. [München] 1905.
- Peter Cornelius. Gedichte. Ausgewählt und mit einer Einleitung herausgegeben. Reclam, Leipzig o. J. [ca. 1905].
- Goethe und Dante. Studien zur vergleichenden Literaturgeschichte. Duncker Berlin 1907; Nachdruck der Original-Ausgabe von 1907: Severus-Verlag, Hamburg 2011, ISBN 978-3-86347-073-9.
- Gerhart Hauptmann (= Aus Literatur und Geisteswelt, Band 283). 3. Aufl. Teubner, Leipzig/Berlin 1922.
- Heinrich Leuthold. Lyrische Dichtungen. Ausgewählt und eingeleitet (= Die Schweiz im deutschen Geistesleben, Band 12). Haessel, Leipzig 1923.
- Gottfried Keller. Gedichte . Ausgewählt und eingeleitet (= Die Schweiz im deutschen Geistesleben, Band 19). Haessel, Leipzig 1923.